# Emma Palladino
Emma Amalia Virginia Palladino (Milano, 1861 – Hampstead, 13 aprile 1922) è stata una ballerina italiana che per sette anni fu prima ballerina all'Alhambra Theatre di Londra, dove fu diretta da Georges Jacobi.

## Biografia
Era figlia di Andrea Palladini, ballerino del Teatro alla Scala che scelse di cambiare cognome. Studiò presso la Scuola di Balletto del Teatro alla Scala e dal 1873 al 1876 si esibì nel medesimo teatro, prima come allieva della scuola di coreografia di Antonio Pallerini in opere come Le due twelle (1873), I sette peccati capitali (1873) e in La tentazione di Ferdinando Pratesi (1874), poi interpretando ruoli più importanti.
Nel 1877 si trasferì negli Stati Uniti, dove debuttò a New York nell'operetta di Offenbach Le voyage dans la lune, mentre nel 1878 si esibì nel balletto Le papillon, messo in scena dalla Mapleson Opera Troupe di New York. Alla fine degli anni '70 dell'Ottocento tornò in Europa e si stabilì a Londra, dove iniziò una brillante carriera come "ballerina minuta, affascinante e aggraziata". Si esibì all'His Majesty's Theatre nel 1879 e al Theatre Royal Drury Lane dal 1881 al 1887. Per sette anni fu prima ballerina all'Alhambra Theatre di Londra sotto la direzione di Georges Jacobi in un balletto coreografato dall'italiano Carlo Coppi. Dopo aver debuttato in Endymion interpretò inoltre i ruoli principali in Nina (1885) e Nadia (1887) di Joseph Hansen. Dal 1888 al 1893 si esibì all'Empire Leicester Square in Diana (1888) di Katti Lanner, uno spettacolo che le valse il soprannome di "la completa Palladino"; A Dream of Wealth (1889), Dolly (1890), Nisita (1891) e By the Sea (1891).
Nelle stagioni estive del 1889 e del 1890 si esibì alla Royal Opera House di Covent Garden come prima ballerina in alcuni titoli di repertorio operistico, mentre nel 1895 interpretò Pastoralea su coreografie di Léon Espinosa al Palace Theatre di Manchester. Nel 1894 tentò di avviare una carriera di cantante, con modesti risultati, al Manchester Palace of Varieties. Apparve anche a Parigi all'Éden-Théâtre, a Mosca e San Pietroburgo durante una tournée con la compagnia dell'Alhambra Theatre nel 1886, a Berlino e infine a Monaco, oltre che in Italia.
Nel 1899 recitò in Messalina di Luigi Danesi e in Rodope di Raffaele Grassi. Sposò il contabile Arthur Roger Carter a Londra nel 1901.
Si ritirò nel 1899 e morì ad Hampstead, presso Londra, nel 1922.